# Atte Mustonen
Atte Mustonen (ur. 16 września 1988 w Heinola) – fiński kierowca wyścigowy.

## Kariera
Mustonen rozpoczął karierę w wyścigach samochodowych w roku 2005, od startów w edycji zimowej Włoskiej Formuły Renault, Niemieckiej Formule Renault oraz w Europejskim Pucharze Formuły Renault 2.0. Podczas gdy w edycjach europejskiej i niemieckiej zajął odpowiednio 20. i 9. miejsce, w zimowej edycji włoskiej był mistrzem. W późniejszych latach startował także w Północnoeuropejskim Pucharze Formuły Renault 2.0, Brytyjskiej Formule 3 oraz w Formule 3 Euro Series. W Formule 3 Euro Series w 2009 roku podpisał kontrakt z niemiecką ekipą Motopark Academy. Dorobek czterech punktów dał mu 19. miejsce w klasyfikacji końcowej.

## Statystyki
| Sezon | Seria                                         | Zespół                     | Wyścigi | Zwycięstwa | PP | NO | Podium | Punkty | Pozycja |
| ----- | --------------------------------------------- | -------------------------- | ------- | ---------- | -- | -- | ------ | ------ | ------- |
| 2005  | Niemiecka Formuła Renault                     | Novorace Oy                | 16      | 1          | 1  | 2  | 2      | 156    | 9       |
| 2005  | Europejski Puchar Formuły Renault 2.0         | Korainen Bros. Motorsport  | 10      | 0          | 0  | 0  | 0      | 13     | 20      |
| 2005  | Włoska Formuła Renault (edycja zimowa)        | Korainen Bros. Motorsport  | 4       | 1          | 0  | 0  | 3      | 44     | 1       |
| 2006  | Północnoeuropejski Puchar Formuły Renault 2.0 | Korainen Bros. Motorsport  | 12      | 0          | 0  | 1  | 2      | 149    | 11      |
| 2006  | Europejski Puchar Formuły Renault 2.0         | Korainen Bros. Motorsport  | 14      | 0          | 0  | 1  | 2      | 54     | 9       |
| 2006  | Europejski Puchar Formuły Renault 2.0         | Jenzer Motorsport          | 14      | 0          | 0  | 1  | 2      | 54     | 9       |
| 2007  | Brytyjska Formuła 3                           | Räikkönen Robertson Racing | 22      | 1          | 2  | 1  | 5      | 126    | 7       |
| 2007  | Masters of Formula 3                          | Räikkönen Robertson Racing | 1       | 0          | 0  | 0  | 0      | N/A    | 11      |
| 2007  | Grand Prix Makau                              | Signature-Plus             | 1       | 0          | 0  | 0  | 0      | N/A    | NS      |
| 2008  | Brytyjska Formuła 3                           | Räikkönen Robertson Racing | 22      | 1          | 0  | 0  | 5      | 126    | 6       |
| 2008  | Masters of Formula 3                          | Räikkönen Robertson Racing | 1       | 0          | 0  | 0  | 0      | N/A    | 6       |
| 2008  | Grand Prix Makau                              | Räikkönen Robertson Racing | 1       | 0          | 0  | 0  | 0      | N/A    | 18      |
| 2009  | Formuła 3 Euro Series                         | Motopark Academy           | 12      | 0          | 0  | 0  | 0      | 4      | 19      |
| 2009  | Masters of Formula 3                          | Motopark Academy           | 1       | 0          | 0  | 0  | 0      | N/A    | NS      |